# 阿基巴·鲁宾斯坦
阿基巴·鲁宾斯坦（Akiba Rubinstein，1880年12月1日—1961年3月15日），波兰国际象棋棋手、特级大师。
1910年代初，鲁宾斯坦是世界上最顶尖的棋手之一。有些人甚至认为那时他的实力超过世界冠军伊曼纽·拉斯克。根据Chessmetrics的排名，1912年至1914年间鲁宾斯坦的排名曾达到世界第一。他与拉斯克曾约定于1914年举行世界冠军对抗赛，但最终因第一次世界大战爆发而未能进行。